# Wojska Obrony Radiologicznej, Chemicznej i Biologicznej Federacji Rosyjskiej
Wojska Obrony Radiologicznej, Chemicznej i Biologicznej Federacji Rosyjskiej (ros. Войска радиационной, химической и биологической защиты Российской Федерации) – rodzaj wojsk w składzie Wojsk Lądowych Sił Zbrojnych Federacji Rosyjskiej.